# Volksplein (Kortrijk)
Het Volksplein is een rechthoekig plein gelegen in de Sint-Rochuswijk in de Belgische stad Kortrijk. Het plein, dat in de volksmond beter bekendstaat onder de naam Vogelmarkt, werd in 2006-2007 volledig heraangelegd. Door de aanwezigheid van talrijke studentenhuizen en koten in de nabije omgeving vormt dit plein op vandaag zowat het centrum van de studentenbuurt van Kortrijk.

## Geschiedenis
Het Volksplein ontstond in de 19e eeuw als een pleintje binnen de nieuwe stadswijk Sint-Rochus, net naast de Doorniksewijk. Aanvankelijk was het een mooi lineair plein met 5 parallelle bomenrijen. Een ideaal plein om marktjes te organiseren of om te flaneren. Hierdoor was het plein van meetafaan heel aangenaam om te wonen.
In de loop van de 20e eeuw ruimden de bomen plaats voor parkeerruimte. Dit leidde ertoe dat stilaan de auto dominant aanwezig was en het aanwezige groen een rommelige indruk gaf. Hierop besloot de stad in het begin van de 21e eeuw om naar aanleiding van het stedenfondsproject Sint-Denijsestraat het Volksplein volledig her in te richten. Het studiebureau trachtte hierbij het plein haar oorspronkelijke glorie terug te geven, door aandacht te besteden aan een bundeling van het autoverkeer, meer ruimte voor zacht verkeer (voetgangers en fietsers), het creëren van een volwaardige verbinding voor voetgangers en fietsers met de parking Sint-Rochus en de Doorniksewijk en een fikse opwaardering van het aanwezige groene karakter van het plein.
Opmerkelijk is hierbij dat tevens getracht werd om de historische beekvallei terug voelbaar te maken. Hier stroomde immers vroeger de zogenaamde Klakkaarsbeek, tot deze in 1936 overwelfd en ten slotte in 1968 gedempt werd.